# Билотт, Роберт
Роберт Билотт (род. 2 августа 1965, Олбани, Нью-Йорк, США) — американский корпоративный юрист, специалист в области экологического права, писатель, педагог и общественный деятель. Доктор юридических наук (1990), профессор.
Получил широкую известность в ходе судебного разбирательства против американской химической компании DuPont по факту загрязнения вод в окрестностях Паркерсберга перфтороктановой кислотой.

## Биография

### Детство и образование
Роберт Билотт родился 2 августа 1965 года в городе Олбани штата Нью-Йорк.
Отец Билотта служил в Военно-воздушных силах США, и Билотт провел свое детство на нескольких военно-воздушных базах. Поскольку семья часто переезжала, Билотт посещал восемь разных школ, прежде чем окончил среднюю школу города Фэрборна (штат Огайо).
Затем он получил степень бакалавра искусств в области политологии и урбанистики в Новом колледже Флориды.
В 1990 году он получил степень доктора юридических наук в юридическом колледже Морица Университета штата Огайо.

### Личная жизнь
В 1996 году Билотт женился на Саре Барлаге. У них трое детей: Тедди, Чарли и Тони.

## Профессиональная деятельность

### Ранняя карьера (1990—1998)
Билотт был принят в коллегию адвокатов в 1990 году и начал свою юридическую практику в Taft Stettinius & Hollister LLP в Цинциннати (штат Огайо). В течение восьми лет, до 1998 года, он работал исключительно с крупными корпоративными клиентами, а его специальностью была защита химических компаний. В 1998 году он получил статус партнера фирмы, в которой работал.

### Судебное разбирательство противDuPont(1999—2017)
В ходе судебного разбирательства против американской химической компании DuPont, Роберт Билотт представлял интересы фермера Уилбура Теннанта из Паркерсберга (Западная Вирджиния), который обратился к Билотту за юридической помощью из-за того, что его домашний скот (коровы) умирали по не установленной на тот момент причине. Однако фермер был уверен, что причиной является выброс компанией DuPont опасных химических веществ в местную реку, при этом информация о том, какие именно вещества поступают в водоем, утаивалась.
Летом 1999 года Билотт подал федеральный иск против DuPont в Окружной суд США по Южному округу Западной Вирджинии. В ответ компания сообщила, что её представители совместно с Агентством по охране окружающей среды США проведут исследование собственности фермера, при помощи трех ветеринаров, выбранных DuPont, и трех, выбранных Агентством по охране окружающей среды. Когда отчет был опубликован, то, согласно документу, вина в смерти скота была возложена на Теннанта. В частности, среди причин в отчете указывались: «плохое питание, несоответствующая ветеринарная помощь и отсутствие контроля над мухами». Несмотря на это, Билотту удалось доказать, что факты, приводимые в документе, не соответствуют действительности — он указал на свалку, рядом с водоемом вблизи фермы Теннанта, на которой хранились тысячи тонн ПФОК. В результате дело Теннанта было урегулировано — Билотт его выиграл.
В августе 2001 года юрист подал коллективный иск против DuPont от имени примерно 70 000 человек в Западной Вирджинии и Огайо связанный с питьевой водой, загрязненной ПФОК. Он был урегулирован в сентябре 2004 года — компания выплатила более 300 миллионов долларов и дала согласие на установку фильтровальных установок в шести пострадавших районах водоснабжения и десятках пострадавших частных колодцев. Кроме того, компания дала официальное согласие на работу специальной научной комиссии, которая должна была установить взаимосвязь между ПФОК, содержащихся в питьевой воде и болезнями человека и заявила, что выплатит 235 миллионов долларов, если комиссия подтвердит этот факт.
Независимая научная комиссия, совместно выбранная сторонами, установила, что существует высокая вероятная связь между употреблением ПФОК и рядом заболеваний — в том числе раком почек, раком яичек, заболеваниями щитовидной железы, высоким уровнем холестерина, преэклампсией и язвенным колитом.
Сразу после этого Билотт начал возбуждать индивидуальные судебные иски против DuPont от имени пострадавших пользователей системы водоснабжения Огайо и Западной Вирджинии, которых к 2015 году насчитывалось более 3 500. Первые три дела на 19,7 миллиона долларов DuPont проиграла и в 2017 году согласилась урегулировать оставшиеся на тот момент незавершенные дела на 671,7 миллиона долларов. Десятки дополнительных дел, поданных после урегулирования в 2017 году, были урегулированы в 2021 году на дополнительные 83 миллиона долларов, в результате чего общая сумма урегулирования по делам о причинении вреда здоровью для лиц, подвергшихся воздействию ПФОК в их питьевой воде, превысила 753 миллиона долларов.

### Дальнейшая карьера (2018 — настоящее время)
В 2018 году Билотт подал новый иск, требующий новых исследований и тестирования большей группы химических веществ, ПФАС, от имени предлагаемого общенационального класса — всех жителей США, у которых в крови есть эти вещества, — против нескольких их производителей, включая 3M, DuPont и Chemours. Этот новый судебный процесс продолжается с мая 2020 года по настоящее время. В марте 2022 года федеральный суд, осуществляющий надзор за этим делом, разрешил рассмотрение дела в качестве коллективного иска от имени миллионов людей с ПФАС в крови.

## Литературная деятельность
Роберт Билотт — автор нашумевших мемуаров «Exposure: Poisoned Water, Corporate Greed, and One Lawyer’s Twenty-Year Battle against DuPont» (рус. «Разоблачение: отравленная вода, корпоративная жадность и двадцатилетняя битва одного юриста против Дюпона»), опубликованных в 2019 году издательством Atria Books.
Билотт также написал предисловие к книге «Forever Chemicals Environmental, Economic, and Social Equity Concerns with PFAS in the Environment» (рус. «Проблемы экологической, экономической и социальной справедливости в отношении ПФАС в окружающей среде»), опубликованной в 2021 году издательством CRC Press.

## Общественная деятельность
- Член совета директоров Less Cancer[13]
- Член попечительского совета Green Umbrella[14]
- Член совета выпускников Нового колледжа Флориды (2018 — 2021)
- Участник кампании по борьбе с химическими веществами в США (2020)[15]

## Педагогическая деятельность и ученые степени
- Доктор юридических наук (1990)[16]
- Стипендиат Колледжа правильного образа жизни[17]
- Почетный профессор Национального университета Кордовы в Аргентине[17]
- Почетный доктор права в Новом колледже Флориды (2021)
- Преподаватель факультета наук об охране окружающей среды Йельской школы общественного здравоохранения (с 1 июля 2021)[17]
- Почетный доктор экологических наук Университета штата Огайо (2021)[17]

## Образ в массовой культуре

### В прессе
В 2016 году история Билотта была в центре внимания популярной секции Натаниэля Рича в журнале The New York Times Magazine под названием «The Lawyer Who Became DuPont’s Worst Nightmare» (рус. «Адвокат, который стал худшим кошмаром Дюпона»).
Работа Билотта также была освещена в обширных статьях в Huffington Post («Welcome to Beautiful Parkersburg»; рус. «Добро пожаловать в прекрасный Паркерсберг») и The Intercept («Multi-part The Teflon Toxin series»; рус. «Многокомпонентная серия тефлоновых токсинов»).

### В кинематографе
История Билотта также легла в основу фильма «Темные воды». Роль Билотта сыграл Марк Руффало. В этом же фильме Роберт сыграл роль самого себя в конечных эпизодах.
Эта история также фигурирует в полнометражном документальном фильме «Дьявол, которого мы знаем» (англ. The Devil We Know).
Является темой эпизода «Токсичные воды» многосерийного художественного документального фильма «Пересохший», который транслировался на телеканале National Geographic в 2017 году.

### В литературе и музыке
История Роберта Билотта была темой стихотворения американского писателя Трэйси Киддера «Водораздел».
Является темой песни и клипа «Глубоко в воде» группы Гэри Дугласа.

## Награды
- Премия «За правильный образ жизни» — за десятилетия работы над проблемами химического загрязнения ПФАС (9 декабря 2017)[19]